# Formule 3 Euro Series 2012

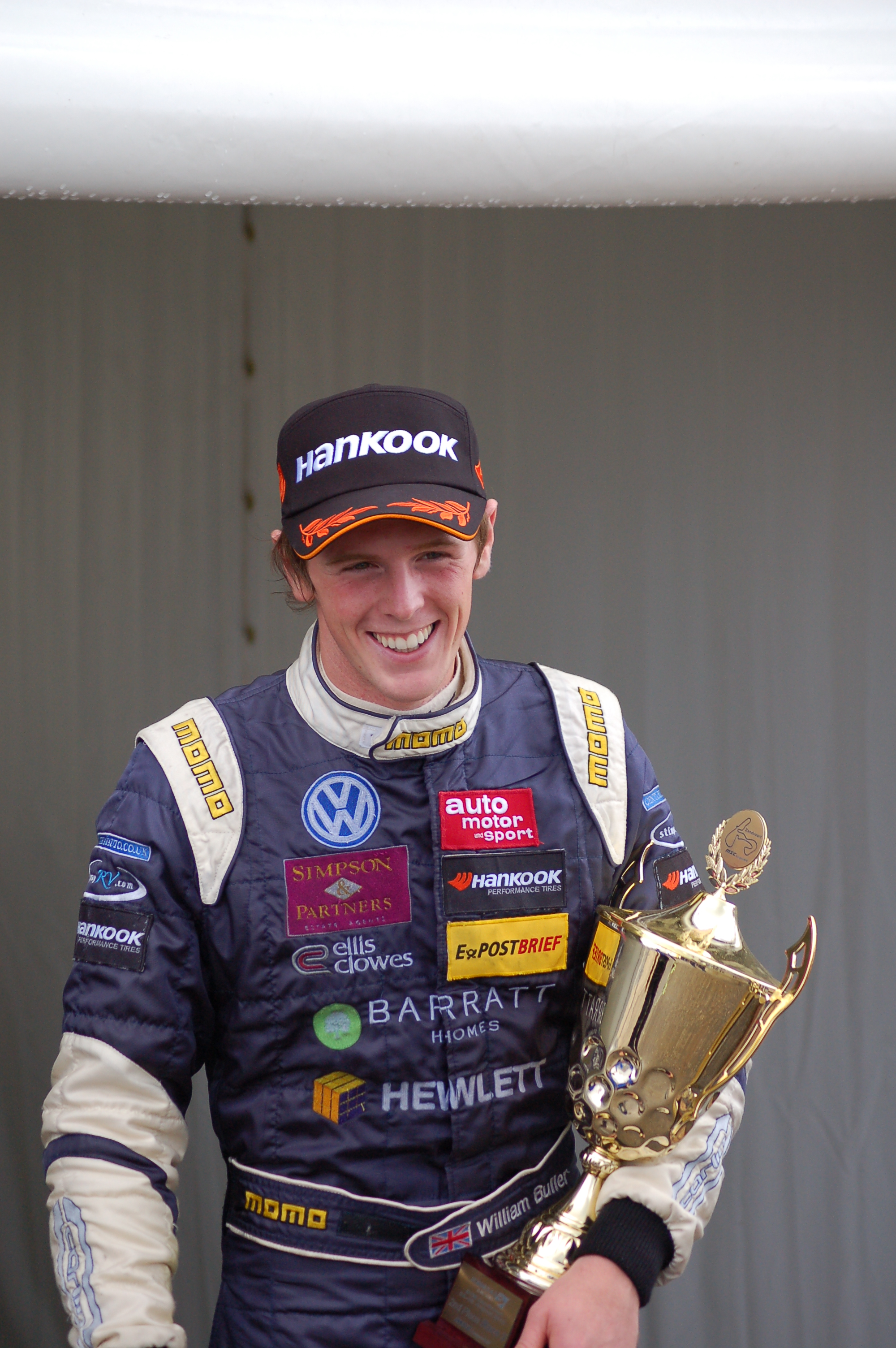
William Buller à Zandvoort en 2012

Le Championnat de Formule 3 Euro Series 2012 est la dixième et dernier saison de la Formule 3 Euro Series.
Le championnat se dispute sur des courses jumelées avec le championnat d'Europe de Formule 3 2012 (sur toutes les épreuves du championnat), la course du Norisring fait également partie du championnat de Grande-Bretagne de Formule 3 2012.

## Repères de début de saison
- Cette année, tous les meetings ont lieu en support du DTM.
- Les meetings font partie du championnat d'Europe de F3 de la FIA.

## Règlementation
Les règlements techniques et sportifs de l'année précédente sont conservés. En revanche, le système de distribution des points est le suivant :
| Courses 1 et 3 | Courses 1 et 3 | Courses 1 et 3 | Courses 1 et 3 | Courses 1 et 3 | Courses 1 et 3 | Courses 1 et 3 | Courses 1 et 3 | Courses 1 et 3 | Courses 1 et 3 |
| 1er            | 2e             | 3e             | 4e             | 5e             | 6e             | 7e             | 8e             | 9e             | 10e            |
| -------------- | -------------- | -------------- | -------------- | -------------- | -------------- | -------------- | -------------- | -------------- | -------------- |
| 25             | 18             | 15             | 12             | 10             | 8              | 6              | 4              | 2              | 1              |
| Course 2       |                |                |                |                |                |                |                |                |                |
| 1er            | 2e             | 3e             | 4e             | 5e             | 6e             | 7e             | 8e             | 9e             | 10e            |
| 10             | 8              | 6              | 5              | 4              | 3              | 2              | 1              | 0              | 0              |

Le système de points des courses 1 et 3 provient du système universel FIA, également utilisée en Formule 1. Le système appliqué pour la deuxième course a été établi par la Formule 3 Euro Series.
À l'instar des saisons précédentes du championnat, quatre titres sont en jeu : les titres classiques de champion pilote, écurie et rookie, ainsi que la Coupe des Nations. Chaque nation peut compter jusqu'à deux pilotes maximum. Au-delà de ce quota, seuls les deux meilleurs pilotes du pays représenté sont classés.

## Pilotes et monoplaces
Les pilotes ayant un numéro supérieur à 30 sont invités et ne peuvent pas marquer de points aux championnats.
| Équipe              | No. | Pilote               | Cat. | Châssis      | Moteur           | Manches |
| ------------------- | --- | -------------------- | ---- | ------------ | ---------------- | ------- |
| Prema Powerteam     | 1   | Daniel Juncadella    |      | Dallara F312 | Mercedes-Benz    | 1–6     |
| Prema Powerteam     | 2   | Sven Müller          | R    | Dallara F312 | Mercedes-Benz    | 1–6     |
| Prema Powerteam     | 14  | Michael Lewis        |      | Dallara F312 | Mercedes-Benz    | 1–6     |
| Prema Powerteam     | 15  | Raffaele Marciello   |      | Dallara F312 | Mercedes-Benz    | 1–6     |
| Mücke Motorsport    | 5   | Felix Rosenqvist     |      | Dallara F312 | Mercedes-Benz    | 1–6     |
| Mücke Motorsport    | 6   | Pascal Wehrlein      | R    | Dallara F312 | Mercedes-Benz    | 1–6     |
| Jo Zeller Racing    | 7   | Sandro Zeller        |      | Dallara F308 | Mercedes-Benz    | 1–6     |
| Jo Zeller Racing    | 8   | Andrea Roda          |      | Dallara F312 | Mercedes-Benz    | 1–6     |
| URD Rennsport       | 9   | Lucas Wolf           | R    | Dallara F312 | Mercedes-Benz    | 1–6     |
| GU-Racing           | 10  | Philip Ellis         | R    | Dallara F312 | Mercedes-Benz    | 1, 3–4  |
| Carlin              | 11  | William Buller       |      | Dallara F312 | Volkswagen       | 1–6     |
| Carlin              | 12  | Carlos Sainz Jr.     |      | Dallara F312 | Volkswagen       | 1–6     |
| Carlin              | 30  | Harry Tincknell      |      | Dallara F312 | Volkswagen       | 2, 4    |
| Carlin              | 34  | Jazeman Jaafar       |      | Dallara F312 | Volkswagen       | 2–5     |
| Carlin              | 39  | Jack Harvey          |      | Dallara F312 | Volkswagen       | 4       |
| Carlin              | 40  | Pietro Fantin        |      | Dallara F312 | Volkswagen       | 4       |
| ma-con Motorsport   | 16  | Tom Blomqvist        |      | Dallara F312 | Volkswagen       | 1–6     |
| ma-con Motorsport   | 17  | Emil Bernstorff      | R    | Dallara F312 | Volkswagen       | 1–6     |
| Angola Racing Team  | 23  | Luís Sá Silva        |      | Dallara F312 | Mercedes-Benz    | 1–6     |
| Fortec Motorsports  | 31  | Hannes van Asseldonk |      | Dallara F312 | Mercedes-Benz    | 1, 4    |
| Fortec Motorsports  | 32  | Felix Serralles      |      | Dallara F312 | Mercedes-Benz    | 1, 4    |
| Fortec Motorsports  | 33  | Alex Lynn            |      | Dallara F312 | Mercedes-Benz    | 1, 4    |
| Fortec Motorsports  | 38  | Pipo Derani          |      | Dallara F312 | Mercedes-Benz    | 4       |
| Double R Racing     | 35  | Geoff Uhrhane        |      | Dallara F312 | Mercedes-Benz    | 2, 4    |
| Double R Racing     | 36  | Fahmi Ilyas          |      | Dallara F312 | Mercedes-Benz    | 2, 4    |
| Double R Racing     | 37  | Duvashen Padayachee  |      | Dallara F308 | Mugen-Honda      | 4       |
| ThreeBond / T-Sport | 41  | Nick McBride         |      | Dallara F312 | ThreeBond Nissan | 4       |
| ThreeBond / T-Sport | 42  | Spike Goddard        |      | Dallara F311 | Mugen-Honda      | 4-5     |
| ThreeBond / T-Sport | 43  | Alexander Sims       |      | Dallara F312 | ThreeBond Nissan | 5       |

| Icone | Légende    |
| ----- | ---------- |
| R     | Rookie Cup |

## Déroulement de la saison et faits marquants du championnat

### Manches d'Hockenheim
La manche d'ouverture du championnat 2012 est disputée le samedi matin sur le circuit d'Hockenheim, dans le cadre du DTM.
En partant troisième sur la grille, Daniel Juncadella a dû défendre sa position dans les premiers tours pendant que le poleman Carlos Sainz Jr. essaye de résister aux attaques de Felix Rosenqvist. Dès le deuxième tour, Juncadella dépasse Sainz Jr. et se lance à la poursuite de Rosenqvist, qu'il finit par doubler trois tours plus tard en freinant tard dans le virage de la Mercedes Arena.
Derrière, Sainz finit par dépasser Rosenqvist et commence à revenir sur son compatriote Juncadella, mais ce dernier finit par s'échapper et Juncadella finit la course en tête, terminant les 25 tours de course à 3,5 secondes de Sainz Jr.
Cette victoire de Juncadella est la sixième de la carrière de l'Espagnol en Formule 3 Euro Series et également la première victoire espagnole d'une manche de Championnat d'Europe qui fait son grand retour après 28 années d'absence.
Lors de la course 2 (dite « Course Sprint »), Raffaele Marciello profite de la grille inversée pour s'imposer.
La troisième course du week-end, deuxième course comptant pour le championnat Européen voit le classement du Top-3 inchangé par rapport à celui de la course 1.

## Calendrier de la saison 2012
Les épreuves de la F3 Euro Series sont en lever de rideau du DTM. Seul l'épreuve du Norisring est organisée dans le cadre des deux championnats de Formule 3 principaux: l'Euro Series et la britannique, bien que le Norisring se situe hors du Royaume-Uni. Toutefois, le règlement reste sous la tutelle de la Formule 3 Euro Series.
| Manche | Manche | Date         | Événement         | Champ. | Circuit                 | Lieu       | Pays       |
| ------ | ------ | ------------ | ----------------- | ------ | ----------------------- | ---------- | ---------- |
| 1      | C1     | 28 avril     | DTM Hockenheim I  | FIA    | Circuit d'Hockenheim    | Hockenheim | Allemagne  |
| 1      | C2     | 28 avril     | DTM Hockenheim I  | FIA    | Circuit d'Hockenheim    | Hockenheim | Allemagne  |
| 1      | C3     | 29 avril     | DTM Hockenheim I  | FIA    | Circuit d'Hockenheim    | Hockenheim | Allemagne  |
| 2      | C1     | 19 mai       | DTM Brands Hatch  | FIA    | Circuit de Brands Hatch | Longfield  | Angleterre |
| 2      | C2     | 19 mai       | DTM Brands Hatch  | FIA    | Circuit de Brands Hatch | Longfield  | Angleterre |
| 2      | C3     | 20 mai       | DTM Brands Hatch  | FIA    | Circuit de Brands Hatch | Longfield  | Angleterre |
| 3      | C1     | 2 juin       | DTM Spielberg     | FIA    | Red Bull Ring           | Spielberg  | Autriche   |
| 3      | C2     | 2 juin       | DTM Spielberg     | FIA    | Red Bull Ring           | Spielberg  | Autriche   |
| 3      | C3     | 3 juin       | DTM Spielberg     | FIA    | Red Bull Ring           | Spielberg  | Autriche   |
| 4      | C1     | 30 juin      | DTM Norisring     | FIA GB | Norisring               | Nuremberg  | Allemagne  |
| 4      | C2     | 30 juin      | DTM Norisring     | FIA GB | Norisring               | Nuremberg  | Allemagne  |
| 4      | C3     | 1er juillet  | DTM Norisring     | FIA GB | Norisring               | Nuremberg  | Allemagne  |
| 5      | C1     | 18 août      | DTM Nürburgring   | FIA    | Nürburgring             | Nürburg    | Allemagne  |
| 5      | C2     | 18 août      | DTM Nürburgring   | FIA    | Nürburgring             | Nürburg    | Allemagne  |
| 5      | C3     | 19 août      | DTM Nürburgring   | FIA    | Nürburgring             | Nürburg    | Allemagne  |
| 6      | C1     | 25 août      | DTM Zandvoort     | FIA    | Circuit de Zandvoort    | Zandvoort  | Pays-Bas   |
| 6      | C2     | 25 août      | DTM Zandvoort     | FIA    | Circuit de Zandvoort    | Zandvoort  | Pays-Bas   |
| 6      | C3     | 26 août      | DTM Zandvoort     | FIA    | Circuit de Zandvoort    | Zandvoort  | Pays-Bas   |
| 7      | C1     | 29 septembre | DTM Valencia      | FIA    | Circuit de Valence      | Cheste     | Espagne    |
| 7      | C2     | 29 septembre | DTM Valencia      | FIA    | Circuit de Valence      | Cheste     | Espagne    |
| 7      | C3     | 30 septembre | DTM Valencia      | FIA    | Circuit de Valence      | Cheste     | Espagne    |
| 8      | C1     | 20 octobre   | DTM Hockenheim II | FIA    | Circuit d'Hockenheim    | Hockenheim | Allemagne  |
| 8      | C2     | 20 octobre   | DTM Hockenheim II | FIA    | Circuit d'Hockenheim    | Hockenheim | Allemagne  |
| 8      | C3     | 21 octobre   | DTM Hockenheim II | FIA    | Circuit d'Hockenheim    | Hockenheim | Allemagne  |

| Icone | Championnat jumelé                          |
| ----- | ------------------------------------------- |
| FIA   | Championnat d'Europe de Formule 3 de la FIA |
| GB    | Championnat de Grande-Bretagne de Formule 3 |

Course hors championnat
| Manche | Date       | Événement            | Circuit              | Lieu      | Pays     |
| ------ | ---------- | -------------------- | -------------------- | --------- | -------- |
| HC     | 15 juillet | Masters de Formule 3 | Circuit de Zandvoort | Zandvoort | Pays-Bas |

## Résultats
| Manche | Manche | Meeting           | Pole position      | Meilleur tour        | Pilote vainqueur     | Écurie vainqueur       |
| ------ | ------ | ----------------- | ------------------ | -------------------- | -------------------- | ---------------------- |
| 1      | 1      | DTM Hockenheim I  | Carlos Sainz Jr.   | Daniel Juncadella    | Daniel Juncadella    | Prema Powerteam        |
| 1      | 2      | DTM Hockenheim I  |                    | Raffaele Marciello   | Raffaele Marciello   | Prema Powerteam        |
| 1      | 3      | DTM Hockenheim I  | Carlos Sainz Jr.   | Carlos Sainz Jr.     | Daniel Juncadella    | Prema Powerteam        |
| 2      | 1      | DTM Brands Hatch  | Daniel Juncadella  | Raffaele Marciello   | Raffaele Marciello   | Prema Powerteam        |
| 2      | 2      | DTM Brands Hatch  |                    | Sven Müller          | Jazeman Jaafar       | Carlin                 |
| 2      | 3      | DTM Brands Hatch  | Daniel Juncadella  | Raffaele Marciello   | Raffaele Marciello   | Prema Powerteam        |
| 3      | 1      | DTM Spielberg     | William Buller     | Raffaele Marciello   | Raffaele Marciello   | Prema Powerteam        |
| 3      | 2      | DTM Spielberg     |                    | Raffaele Marciello   | William Buller       | Carlin                 |
| 3      | 3      | DTM Spielberg     | Felix Rosenqvist   | Daniel Juncadella    | Daniel Juncadella    | Prema Powerteam        |
| 4      | 1      | DTM Norisring     | Raffaele Marciello | Raffaele Marciello   | Pas de vainqueur (*) | Pas de vainqueur (*)   |
| 4      | 2      | DTM Norisring     |                    | William Buller       | Harry Tincknell      | Carlin                 |
| 4      | 3      | DTM Norisring     | Pascal Wehrlein    | Hannes van Asseldonk | Raffaele Marciello   | Prema Powerteam        |
| 5      | 1      | DTM Nurburgring   | Daniel Juncadella  | Daniel Juncadella    | Daniel Juncadella    | Prema Powerteam        |
| 5      | 2      | DTM Nurburgring   |                    | Alexander Sims       | Alexander Sims       | ThreeBond with T-Sport |
| 5      | 3      | DTM Nurburgring   | Daniel Juncadella  | Alexander Sims       | Pascal Wehrlein      | Mücke Motorsport       |
| 6      | 1      | DTM Zandvoort     | Sven Müller        | Felix Rosenqvist     | Felix Rosenqvist     | Mücke Motorsport       |
| 6      | 2      | DTM Zandvoort     |                    | Daniel Juncadella    | William Buller       | Carlin                 |
| 6      | 3      | DTM Zandvoort     | Sven Müller        | Daniel Juncadella    | Daniel Juncadella    | Prema Powerteam        |
| 7      | 1      | DTM Valencia      | Raffaele Marciello | Daniel Juncadella    | Raffaele Marciello   | Prema Powerteam        |
| 7      | C2     | DTM Valencia      |                    | Michael Lewis        | Michael Lewis        | Prema Powerteam        |
| 7      | C3     | DTM Valencia      | Daniel Juncadella  | Felix Rosenqvist     | Felix Rosenqvist     | Mücke Motorsport       |
| 8      | 1      | DTM Hockenheim II | Felix Rosenqvist   | Felix Rosenqvist     | Felix Rosenqvist     | Mücke Motorsport       |
| 8      | 2      | DTM Hockenheim II |                    | Félix Serrallés      | Sven Müller          | Prema Powerteam        |
| 8      | 3      | DTM Hockenheim II | Felix Rosenqvist   | Pascal Wehrlein      | Felix Rosenqvist     | Mücke Motorsport       |

(*) À la suite de l'exclusion de Daniel Juncadella, la victoire n'a finalement pas été attribuée au second.
Course hors championnat
| Manche | Meeting              | Pole position     | Meilleur tour     | Pilote vainqueur  | Équipe gagnante | Résultats |
| ------ | -------------------- | ----------------- | ----------------- | ----------------- | --------------- | --------- |
| HC     | Masters de Formule 3 | Daniel Juncadella | Daniel Juncadella | Daniel Juncadella | Prema Powerteam | Résultats |

## Classement

### Pilotes
| Classement | Pilote             | Pays        | Voiture            | Écurie             | Nombre de points |
| ---------- | ------------------ | ----------- | ------------------ | ------------------ | ---------------- |
| 1er        | Daniel Juncadella  | Espagne     | Dallara-Mercedes   | Prema Powerteam    | 187              |
| 2e         | Pascal Wehrlein    | Allemagne   | Dallara-Mercedes   | Mücke Motorsport   | 162              |
| 3e         | William Buller     | Royaume-Uni | Dallara-Volkswagen | Carlin             | 155.5            |
| 4e         | Raffaele Marciello | Italie      | Dallara-Mercedes   | Prema Powerteam    | 148.5            |
| 5e         | Felix Rosenqvist   | Suède       | Dallara-Mercedes   | Mücke Motorsport   | 134.5            |
| 6e         | Sven Müller        | Allemagne   | Dallara-Mercedes   | Prema Powerteam    | 126              |
| 7e         | Carlos Sainz Jr.   | Espagne     | Dallara-Volkswagen | Carlin             | 102              |
| 8e         | Tom Blomqvist      | Royaume-Uni | Dallara-Volkswagen | ma-con Motorsport  | 101.5            |
| 9e         | Michael Lewis      | États-Unis  | Dallara-Mercedes   | Prema Powerteam    | 101              |
| 10e        | Emil Bernstorff    | Royaume-Uni | Dallara-Volkswagen | ma-con Motorsport  | 61               |
| 11e        | Lucas Wolf         | Allemagne   | Dallara-Mercedes   | URD Rennsport      | 24               |
| 12e        | Sandro Zeller      | Suisse      | Dallara-Mercedes   | Jo Zeller Racing   | 23               |
| 13e        | Luís Sá Silva      | Angola      | Dallara-Mercedes   | Angola Racing Team | 12               |
| 14e        | Andrea Roda        | Italie      | Dallara-Mercedes   | Jo Zeller Racing   | 11               |

### Équipes
| Classement | Écurie             | Pays        | Nombre de points |
| ---------- | ------------------ | ----------- | ---------------- |
| 1er        | Prema Powerteam    | Italie      | 445.5            |
| 2e         | Mücke Motorsport   | Allemagne   | 296.5            |
| 3e         | Carlin             | Royaume-Uni | 257.5            |
| 4e         | ma-con Motorsport  | Allemagne   | 162.5            |
| 5e         | Jo Zeller Racing   | Suisse      | 34               |
| 6e         | URD Rennsport      | Allemagne   | 24               |
| 7e         | Angola Racing Team | Portugal    | 12               |